# Myair
myair (My Way Airlines) war eine italienische Billigfluggesellschaft mit Sitz in Mailand und Basis auf dem Flughafen Bergamo.

## Geschichte
Die Fluggesellschaft wurde im Jahr 2004 gegründet und nahm am 17. Dezember desselben Jahres ihren Flugbetrieb mit drei geleasten Airbus A320-200 auf. Eine Woche später hatte myair ihre eigene Betriebslizenz erhalten und konnte somit den Flugbetrieb mit eigenen Flugzeugen starten. Unterstützt wurde myair durch die italienische Fluggesellschaft Volare Airlines. Des Weiteren hielt myair einen Anteil von 20 % an der schweizerischen Fluggesellschaft Darwin Airline.
Im Juli 2009 entzog die italienische Luftfahrtaufsicht der myair die Betriebsgenehmigung auf Grund von Zweifeln an der wirtschaftlichen Leistungsfähigkeit, nach dem die Deckung der Betriebskosten sowie eine angekündigte Rekapitalisierung nicht nachgewiesen werden konnten. Die Gesellschaft durfte somit seither keine Flüge mehr durchführen. Im Januar 2010 wurde die Gesellschaft schließlich durch ein Gericht in Vicenza für insolvent erklärt.

## Ziele
Von Italien aus wurden Ziele in Frankreich, Rumänien, Bulgarien, Türkei, Marokko und Spanien angeflogen.

## Flotte
(Stand: Juli 2009)
- 03 Airbus A320-200
- 04 Bombardier CRJ900

Bestellungen
- 15 Bombardier CRJ1000